# Ząb wilczy

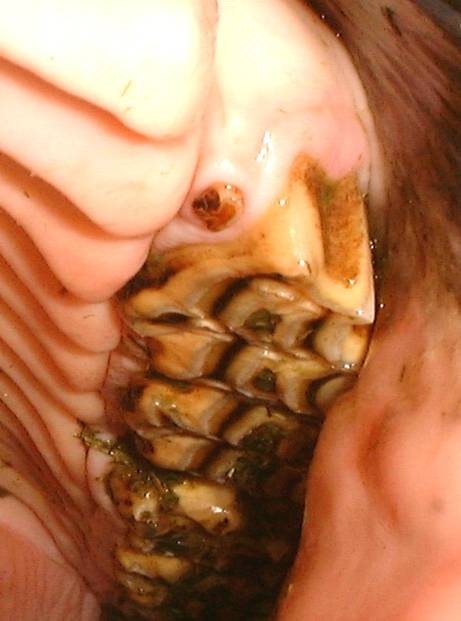
mały ząb wilczy

Ząb wilczy (łac. dens lupinus) – pierwszy ząb przedtrzonowy (P1) konia i innych przedstawicieli koniowatych. Może występować zarówno w łuku zębowym górnym jak i dolnym, choć w górnym występuje zdecydowanie rzadziej. U wielu osobników w ogóle nie wyrasta.
Ząb wilczy jest mały, klinowaty, jednokorzeniowy, szkliwnoguzkowy. Wyrzyna się zazwyczaj w ciągu pierwszych miesięcy życia i nie ulega wymianie. Nie ma znaczenia pod względem funkcjonalnym i najczęściej wcześnie wypada.